# Fuck Everyone and Run (F E A R)
| Recensione | Giudizio |
| ---------- | -------- |
| AllMusic   |          |

Fuck Everyone and Run (F E A R) è il diciottesimo album in studio del gruppo musicale britannico Marillion, pubblicato il 23 settembre 2016 dalla earMUSIC.

## Descrizione
Come quanto operato con i precedenti album, i Marillion hanno utilizzato il crowdfunding per finanziare questo disco, questa volta usando PledgeMusic. La campagna ha offerto varie opzioni di pre-ordine dell'album (chiamato provvisoriamente con il nome in codice M18): CD, download digitale e la Ultimate Edition, cofanetto contenente anche un DVD con un making of dell'album e un secondo disco di demo.
Originariamente il disco era previsto in pubblicazione per il 1º maggio 2016, ma l'uscita venne rinviata al 23 settembre dello stesso anno. L'8 aprile 2016 i Marillion hanno rivelato la copertina dell'album e annunciato il titolo, Fuck Everyone and Run (F E A R).
Il 7 luglio 2016 gli acquirenti della campagna PledgeMusic hanno ricevuto l'accesso per scaricare la suite The New Kings, pubblicato come primo singolo dell'album il giorno successivo. Una versione parziale del brano stesso è stata messa a disposizione del pubblico sul canale YouTube dei Marillion.
Il 19 settembre il gruppo ha informato coloro che avevano pre-ordinato la Ultimate Edition che un guasto ad un macchinario presso l'impianto di produzione ha causato un ritardo di diverse settimane nella consegna del cofanetto. Come compensazione, questi clienti hanno ricevuto un CD aggiuntivo e l'accesso al download dell'album lo stesso giorno.

## Tracce
Testi di Steve Hogarth, musiche di Steve Hogarth, Mark Kelly, Ian Mosley, Steve Rothery e Pete Trewavas.
1. El Dorado – 16:43
2. Living in F E A R – 6:25
3. The Leavers – 19:06
4. White Paper – 7:18
5. The New Kings – 16:43
6. Tomorrow's New Country – 1:47

DVD bonus nell'edizione speciale
- Album (Music) – Stereo, Instrumental, 5.1 Surround

1. El Dorado – 16:44
2. Living in F E A R – 6:25
3. The Leavers – 19:06
4. White Paper – 7:18
5. The New Kings – 16:43
6. Tomorrow's New Country – 1:47

- Extras

1. The Making of F E A R – 63:41
2. Racket Jam 1 (El Dorado) – 3:43
3. Racket Jam 2 (Leavers) – 1:26
4. The New Kings Strings Session – 4:26

Demos – CD bonus nella Ultimate Edition
1. El Dorado: I. The Gold – 5:58
2. El Dorado: II. Demolished Lives – 2:23
3. El Dorado: III. F E A R – 4:00
4. Living in F E A R – 8:16
5. The Leavers: I. Wake Up in Music – 5:57
6. The Leavers: II. The Remainers – 1:29
7. The Leavers: III. Vapour Trails in the Sky – 1:51
8. The Leavers: IV. The Jumble of Days – 4:41
9. The Leavers: V. One Tonight – 2:17
10. White Paper – 5:46
11. The New Kings: I. Fuck Everyone and Run – 3:56
12. The New Kings: II. Russia`s Locked Doors – 6:25
13. The New Kings: III. A Scary Sky – 2:33
14. The New Kings: IV. Why Is Nothing Ever True? – 3:15

Live Bonus – CD bonus nella USA Tour Limited Edition
1. Berlin – 8:40
2. Afraid of Sunlight – 7:23
3. Drilling Holes – 5:03
4. Kayleigh/Lavender/Heart of Lothian – 9:52
5. Splintering Heart – 10:23
6. Seasons End – 8:03
7. Holidays in Eden – 5:17
8. Estonia – 8:30
9. The King of Sunset Town – 6:34
10. The Space – 4:06

## Formazione
Gruppo
- Steve Hogarth – voce, arrangiamento, cori (traccia 2), battimani (tracce 2 e 3), xilofono basso (traccia 3), hammered dulcimer e arrangiamento strumenti ad arco (traccia 5)
- Steve Rothery – chitarra, arrangiamento, cori (traccia 2), battimani (tracce 2 e 3), basso fretless aggiuntivo (traccia 4)
- Pete Trewavas – basso, voce aggiuntiva, arrangiamento, cori (traccia 2), battimani (tracce 2 e 3)
- Mark Kelly – tastiera, arrangiamento, cori (traccia 2), battimani (tracce 2 e 3), arrangiamento strumenti ad arco (traccia 5)
- Ian Mosley – batteria, arrangiamento, cori (traccia 2), battimani (tracce 2 e 3)

Altri musicisti
- Sofi Hogarth – voce aggiuntiva (tracce 1, 3 e 5), cori e battimani (traccia 2)
- Lucy – cori e battimani (traccia 2)
- Stephanie – cori e battimani (traccia 2)
- Simon – cori e battimani (traccia 2)
- Dan – cori e battimani (traccia 2)
- Rick Armstrong – cori e battimani (traccia 2)
- Jennie Rothery – voce aggiuntiva (traccia 3)
- Mrs Bond's Class – voce aggiuntiva (traccia 5-II)
- G. Underwood – arrangiamento strumenti ad arco (traccia 5)
- Eleanor Gilchrist – violino (traccia 5)
- Geraldine Berreen – violino (traccia 5)
- Teresa Whipple – viola (traccia 5)
- Abigail Trundle – violoncello (traccia 5)

Produzione
- Michael Hunter – produzione, registrazione, missaggio, arrangiamento
- Oli Waters – assistenza tecnica ai Real World

## Classifiche
| Classifica (2016)          | Posizione massima |
| -------------------------- | ----------------- |
| Austria                    | 43                |
| Belgio (Fiandre)           | 36                |
| Belgio (Vallonia)          | 21                |
| Francia                    | 14                |
| Germania                   | 10                |
| Italia                     | 14                |
| Paesi Bassi                | 6                 |
| Regno Unito                | 4                 |
| Regno Unito (download)     | 12                |
| Regno Unito (independent)  | 2                 |
| Regno Unito (physical)     | 3                 |
| Regno Unito (rock & metal) | 1                 |
| Regno Unito (vinyl)        | 3                 |
| Scozia                     | 4                 |
| Spagna                     | 88                |
| Stati Uniti (independent)  | 32                |
| Stati Uniti (rock)         | 38                |
| Svezia                     | 17                |
| Svizzera                   | 15                |